# Sainte-Geneviève (Oise)
Sainte-Geneviève is een gemeente in het Franse departement Oise (regio Hauts-de-France). De plaats maakt deel uit van het arrondissement Beauvais. Sainte-Geneviève telde op 1 januari 2022 3.478 inwoners.

## Geografie
De oppervlakte van Sainte-Geneviève bedroeg op 1 januari 2022 8,01 vierkante kilometer; de bevolkingsdichtheid was toen 434,2 inwoners per km².

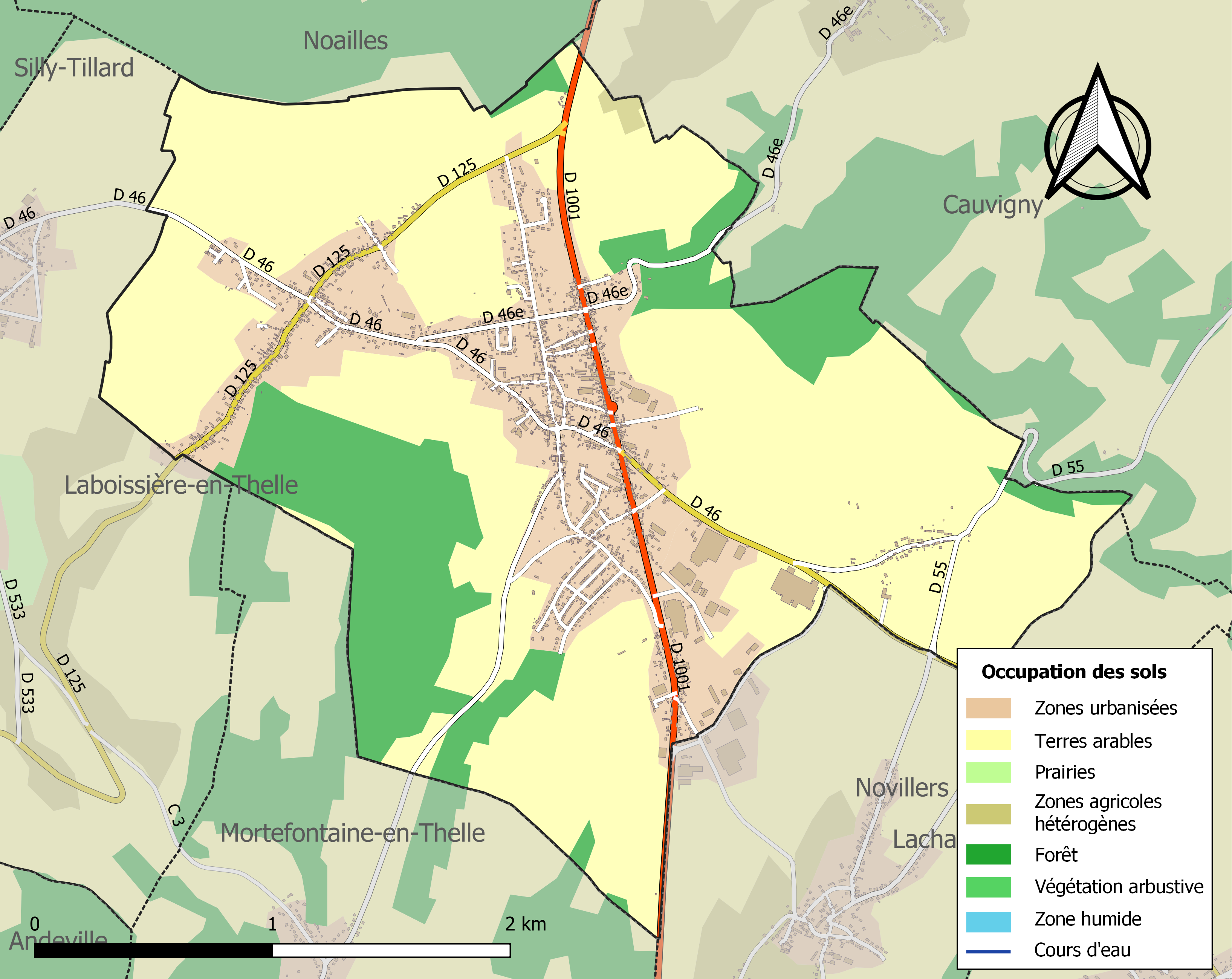
Kaart van de gemeente met belangrijkste infrastructuur, bodemgebruik en omliggende gemeenten

## Demografie
Onderstaande figuur toont het verloop van het inwonertal (bron: INSEE-tellingen).